# ببغاء بني الظهر
الببغاء بني الظهر (Touit melanonotus)، المعروف أيضًا باسم الببغاء ذو الظهر الأسود والببغاء ذو الأذنين السوداء، هو ببغاء أخضر صغير ( يبلغ طوله 15 سـم أو 6 بوصة) موطنه جنوب شرق البرازيل من باهيا إلى جنوب ساو باولو. له ريش وظهر بني غامق ويغطي أذنه ريش بني وله ذيل أحمر. يعيش في الغابات الرطبة على ارتفاع بين 500–1,000 م (1,600–3,300 قدم) (أحيانًا حتى مستوى سطح البحر)، وغالبًا ما يكون ضمن مجموعات صغيرة مكونة من 3-20 طائرًا.
1. ↑  The IUCN Red List of Threatened Species 2021.3 (بالإنجليزية), 9 Dec 2021, QID:Q110235407
2. 1 2  IOC World Bird List Version 6.3 (بالإنجليزية), 21 Jul 2016, DOI:10.14344/IOC.ML.6.3, QID:Q27042747
3. ↑  IOC World Bird List. Version 7.2 (بالإنجليزية), 22 Apr 2017, DOI:10.14344/IOC.ML.7.2, QID:Q29937193
4. ↑  World Bird List: IOC World Bird List (بالإنجليزية) (6.4th ed.), International Ornithologists' Union, 2016, DOI:10.14344/IOC.ML.6.4, QID:Q27907675